# Gottfried Johann Dlabacz
Gottfried Johann Dlabacz (Cerhenice, 17 de juliol de 1758 - Praga, 4 de febrer de 1820) fou un músic i religiós premonstratenc. Fou director del cor bibliotecari del capítol -Strahov- de Praga, i escrigué un Assaig d'un catàleg dels millors músics de la Bohèmia (1788). També és autor d'un interessant dissertació sobre l'estat de la música en la Bohèmia, i, sobretot, d'un notable diccionari històric que es publicà amb el títol d’Allgemeine hist. Kunstler-Lexicon Sür Bohemen (Praga, 1818).